# Винтер Хејвен (Флорида)
Винтер Хејвен (енгл. Winter Haven) град је у америчкој савезној држави Флорида. По попису становништва из 2010. у њему је живело 33.874 становника.

## Демографија
Према попису становништва из 2010. у граду је живело 33.874 становника, што је 7.387 (27,9%) становника више него 2000. године.
| Група             | 2000.          | 2010.          |
| Белци             | 18.299 (69,1%) | 19.674 (58,1%) |
| Афроамериканци    | 6.134 (23,2%)  | 9.377 (27,7%)  |
| Азијати           | 269 (1,0%)     | 678 (2,0%)     |
| Хиспаноамериканци | 1.309 (4,9%)   | 3.737 (11,0%)  |
| Укупно            | 26.487         | 33.874         |